# Armoriale dei comuni dell'Ostrobotnia
Questa pagina contiene le armi (stemma e blasonatura) dei comuni finlandesi appartenenti alla regione dell'Ostrobotnia.
|  | Ostrobotnia In campo rosso, il simbolo reale e capo di Vaasa, entrambi dorati; nel capo quattro ermellini rossi che corrono posizionati in 2+2 |

## Comuni e città attuali
| Stemma | Nome del comune e blasonatura |
| ------ | --- |
|        | Isokyrö Kultakilvessä pystyssä musta karhu, jonka varukset (kieli, hampaat, kynnet) ovat punaiset, pidellen kämmenissään kuusentyveä. (d'oro, all'orso ritto di nero, armato, dentato e lampassato di rosso, tenente con le branche una base d'abete di verde) |
|        | Jakobstad I fält av guld en av en vågskura bildad, blå stam, från vilken uppskjuter ett rött torn; från tornet uppstiger ett blått, krönt lejon med tudelad svans, beväring och krona röda; lejonet håller i sin högra ram ett till hugg lyftat blått svärd med rött fäste. (d'oro, alla torre di rosso, nascente da una campagna ondata d'azzurro, sostenente un leone nascente d'azzurro, armato, lampassato e coronato di rosso, con la coda forcata, tenente con la branca destra una spada d'azzurro, manicata e guarnita di rosso, posta in sbarra) |
|        | Kaskinen Halkoisen kilven oikeassa sinisessä kentässä hopeinen perämela, vasemmassa hopeisessa kentässä vihreä laakerinlehvä. (partito d'azzurro, al remo da corsa d'argento, e d'argento, al ramoscello d'alloro di verde) |
|        | Korsholm I rött fält ett genomgående kors bestående av trillingkavlar ställda stolpvis och tvillingkavlar ställda bjälkvis; korsningen omfattas av en ring, som tillsammans med kavlarna bildar ett flätverk, allt av guld (di rosso, alla terza in palo intrecciata con una gemella in fascia e con un anello, il tutto d'oro) |
|        | Korsnäs I blått fält två uppskjutande harpuner i kors, spetsarna av silver, skaften av guld, i övre vinkeln åtföljda av ett mantuanskt kors av guld. (SV) (d'azzurro, a due arpioni d'argento, manicati d'oro, posti in decusse, sormontati da una crocetta patente d'oro in capo) |
|        | Kristinestad Sköld kluven medelst en vågskura av silver och blått; i högra fältet elva ur fältet framväxande gröna granar (partito ondato d'argento, a undici abeti di verde posti 3, 3, 3, 2, e d'azzurro) |
|        | Kronoby I rött fält ett krönt klöverkors, vars nedre arm bildar en störtad plogbill, allt av guld. (SV) (di rosso, alla croce trifogliata, coronata e con il braccio inferiore terminante in una lama di vanga, d'oro) |
|        | Laihia Vihreässä kentässä kultaisella oksalla istuva, etukäpälissään kultakäpyä pitelevä hopeinen orava. (di verde, allo scoiattolo d'argento, sostenuto da un ramo d'oro e tenente con le zampe anteriori una pigna pure d'oro) |
|        | Larsmo I blått fält en tvåmastad skötbåt av silver. (d'azzurro, alla barca da pesca con la rete, a due alberi, d'argento) |
|        | Malax I blått fält medelst en vågskura bildad stam och tre låsplåtar (d'azzurro, a tre piastre di serratura d'argento, alla campagna ondata dello stesso) |
|        | Nykarleby I blå sköld upprest gyllene tjärtunna med eldslågor i guld med röda tungor, utgående från lock och båda sidor. (d'azzurro, al barile di catrame d'oro da cui fuoriescono, una verso il capo e due verso i lati, fiamme dello stesso ripiene di rosso) |
|        | Närpes I rött fält ett bevingat sjöblad, sjöbladet av guld, störtat, vingarna av silver. (di rosso, alla foglia di ninfea d'oro, alata d'argento) |
|        | Oravais I blått fält en balkvis ställd stånghammare av silver, på båda sidor åtföljd av en bomb av silver med låga av guld. (d'azzurro, alla mazza d'argento posta in banda, accostata da due granate dello stesso, infiammate d'oro) |
|        | Pedersöre I ett rött fält ett kornax omgivet av tre spikkors; allt i guld (di rosso, alla spiga d'orzo accompagnata da tre crocette patenti e fitte, il tutto d'oro) |
|        | Vaasa I ett rött fält ett kornax omgivet av tre spikkors; allt i guld. (di rosso, all'emblema dei Vasa d'oro; allo scudo è accollata la Croce della Libertà di bianco e d'oro, con una corona d'alloro e spade dello stesso, sospesa a un nastro intrecciato d'oro e due fili di rosso) |
|        | Vähäkyrö Sinisessä kentässä kaksikorvainen hopeamalja, jossa kolme kultaista tähkää. (d'azzurro, alla zuppiera con due manici d'argento, da cui nascono tre spighe d'oro) |
|        | Vörå-Maxmo I blått fält en triton hållande i högra handen en fisk, i den vänstra ett klöverblad; alt av silver. (d'azzurro, al tritone tenente un pesce con la mano destra e una foglia di trifoglio con la sinistra, il tutto d'argento) |

## Municipalità disciolte e vecchie blasonature
| Stemma | Nome del comune e blasonatura |
| ------ | --- |
|        | Alaveteli Punaisessa kentässä Mantovan risti kaateisen aurankärjen yläpuolella; molemmat kultaa (di rosso, alla lama di vanga rovesciata sormontata da una crocetta patente, il tutto d'oro) |
|        | Bergö Punaisessa kentässä kultainen hylje, jonka selkä on kaartunut vasemmalle (di rosso, alla foca d'oro, arcuata verso sinistra) |
|        | Björköby Punaisessa kentässä aaltokoroinen tyviö ja postitorvi, josta riippuu kolme koivunlehteä; kaikki kultaa. (di rosso, al corno postale da cui pendono tre foglie di betulla, alla campagna ondata, il tutto d'oro) |
|        | Jeppo Punaisessa kentässä kultaiset länget (di rosso, al collare da cavallo d'oro) |
|        | Esse Kultakentässä aaltokoroinen, yläinen hirsi ja sen alapuolella neljä kissankelloa, joiden varret yhtyvät ristiksi; kaikki sinisiä. (d'oro, alla fascia ondata alzata, accompagnata in punta da quattro campanule con gli steli posti in croce, il tutto d'azzurro) |
|        | Korsholm (dal 1960 al 1975) Punaisessa kentässä risti, jonka kolme ylintä sakaraa kapenevat keskustaa kohti ja ovat suippokärkisiä alimmaisen muodostaessa alaspäin levenevän, kolmoisvuorella seisovan paalun; ristin sakaroiden päälikkeenä rengas; kaikki hopeaa paitsi kolmoisvuori kultaa (di rosso, alla croce lunga d'argento con i tre bracci superiori patenti ed appuntiti, quello inferiore patente, caricata da un cerchio dello stesso, nascente da un monte di tre cime d'oro movente dalla punta) |
|        | Kronoby (dal 1955 al 1974) Kultakentässä punainen hirsi, jossa kultakruunu (d'oro, alla fascia di rosso, caricata da una corona del campo) |
|        | Kvevlax Sinisessä kentässä lilja, saatteena lakioittain kaksi kuusisakaraista tähteä; kaikki kultaa. (d'azzurro, al giglio d'oro, accompagnato in capo da due stelle di sei raggi dello stesso) |
|        | Lappfjärd Punaisessa kentässä kultainen lyhde ja hopeinen, aaltokoroinen tyviö, jossa punainen, aaltokoroinen hirsi (di rosso, al covone d'oro con le spighe spiegate, alla campagna ondata d'argento, caricata da una fascia ondata del campo) |
|        | Malax Sinisessä kentässä kaksi vastapielestä ulkonevaa saranarautaa; kaikki hopeaa. (d'azzurro, sinistrato d'argento, da cui escono due cerniere di ferro dello stesso) |
|        | Maxmo Sinisessä kentässä vedenhaltia pitäen oikeassa kädessään kalaa ja vasemmassa apilanlehteä; kaikki hopeaa. (d'azzurro, al tritone tenente un pesce con la mano destra e una foglia di trifoglio con la sinistra, il tutto d'argento) |
|        | Munsala Sinisessä kentässä kultainen alainen hirsi ja sen yläpuolella kaksi lentävää hopeajuotsenta. (d'azzurro, alla fascia abbassata d'oro, sormontata da due cigni volanti d'argento) |
|        | Nykarleby landskommun (di rosso, a due crescenti affrontati e intrecciati, sormontati da una corona, il tutto d'oro) |
|        | Petalax Sinisessä kentässä alapuolelta sahakoroinen hirsi; saatteena ylä- ja alapuolella perunankukka; kaikki hopeaa, kukkien emiöt kultaa. (d'azzurro, alla foglia di sega d'argento, accostata da due fiori di patata dello stesso, bottonati d'oro) |
|        | Pedersöre (dal 1958 al 1984) Punaisessa kentässä kuularisti, jonka ympärillä reunuksittain asetettu köysi, molemmat kultaa (di rosso, alla croce pomata d'oro, circondata da una fune dello stesso posta in orlo) |
|        | Purmo Sinisessä kentässä kolmoisvuori, jolla seisoo taakseen katsova ilves; kaikki kultaa paitsi ilveksen varukset punaiset ja korvatöyhdöt mustat. (d'azzurro, alla lince d'oro, con l testa rivoltata, armata e lampassata di rosso, posata su un monte di tre cime del secondo movente dalla punta) |
|        | Pörtom Sini-hopeakatkoisessa kentässä kaksi tasakylkistä viisikulmiota, joista kumpikin yhdellä sivullaan koskettaa pitkin toista erottavaa koroa; kuviossa lipuke; kaikki vuorovärisiä. (troncato d'azzurro e d'argento, a due pentagoni moventi dalla partizione e al biglietto attraversante, dell'uno all'altro) |
|        | Replot Punaisessa kentässä kultainen kotkanpää. (di rosso, alla testa d'aquila strappata d'oro) |
|        | Sideby Kilpi havukoroisesti hopea-vihreähalkoinen. (partito a ramo d'abete d'argento e di verde) |
|        | Solf Punaisessa kentässä kultaiset tuulimyllyn siivet. (di rosso, a quattro pale da mulino a vento d'oro poste in croce) |
|        | Terjärv Punaisessa kentässä aaltokoroinen hopeatyviö, jonka yläpuolella kultainen apilaristi (di rosso, alla croce trifogliata d'oro; alla campagna ondata d'argento) |
|        | Tjöck Punaisessa kentässä kultahirsi, jossa kaksi punaista punosruutua. (di rosso, alla fascia d'oro, caricata da due frette affiancate del campo) |
|        | Vörå Kultakentässä palkeittainen, musta karhunkäpälä, jonka kynnetkin mustat, saatteena molemmin puolin vihreä apilaristi (d'oro, alla branca d'orso strappata di nero, posta in banda, accostata da due crocette trifogliate di verde) |
|        | Övermark Sinisessä kentässä aaltokoroinen palkki; saatteena kaksi paaluittaista lyhdettä; kaikki hopeaa (d'azzurro, alla banda ondata d'argento, accostata da due covoni legati d'argento) |